# Бог е мъртъв
„Бог е мъртъв“ (на немски: „Gott ist tot“) е широко цитирано изявление на немския философ Фридрих Ницше. Появява се за първи път в колекцията „Веселата наука“ от 1882 г., но най-често е свързвано с класическата творба на Ницше „Тъй рече Заратустра“, която е причината фразата да добие такава слава.
Въпреки че изявлението и значението му е приписвано на Ницше, това не е уникална позиция, тъй като Георг Вилхелм Фридрих Хегел размишлява над смъртта на бог в своята „Феноменология на духа“.

## Обяснение
Смъртта на бог е начин да се каже, че хората, и като цяло Западната цивилизация, не могат повече да вярват в подобен ред. Смъртта на бог ще доведе, според Ницше, не само до отхвърляне на вярата в космически или физически ред, но също така и до отхвърлянето на самите абсолютни ценности – отхвърлянето на вярата в обективен и универсален морален закон. По този начин загубата на абсолютна основа за морал води до нихилизъм. За този нихилизъм Ницше се опитва да намери решение чрез „преоценка на всички човешки ценности“. Това за Ницше означава да търси основи, по-дълбоки от тези на християнските ценности.
Ницше вярва, че повечето хора не признават тази смърт, поради страх или тревога. Следователно, когато смъртта става широко призната, хората се отчайват, което води до нихилизъм. Това е отчасти причината Ницше да вижда християнството като нихилистично.